# Eudyptes
El gènere Eudyptes ("bon bucejador") conté sis espècies vivents de pingüins coneguts col·lectivament com a pingüins crestats. Una espècie de les Illes Chatham fou extinta al segle xix.

## Classificació
Aquest gènere està format per 7 espècies vives. A més hi ha una espècie extinta en època històrica.
- Pingüí salta-roques meridional (Eudyptes chrysocome).
- Pingüí salta-roques septentrional (Eudyptes moseleyi)
- Pingüí crestadaurat (Eudyptes chrysolophus).
- Pingüí de Fiordland (Eudyptes pachyrhynchus).
- Pingüí de les Snares (Eudyptes robustus).
- Pingüí de Schlegel (Eudyptes schlegeli).
- Pingüí de Sclater (Eudyptes sclateri).

Eudyptes moseleyi ha estat considerat una subespècie d'Eudyptes chrysocome.

Eudyptes chrysocome filholi ha estat considerat una espècie per ella mateixa.

El pingüí de les Chatham (Eudyptes chathamensis) és conegut únicament per restes subfòssils, i va ser portat a l'extinció en un moment tan tardà com l'any 1872.